# Vithalsad petrell
Vithalsad petrell (Pterodroma cervicalis) är en fågel i familjen liror inom ordningen stormfåglar som förekommer i Stilla havet.

## Utseende
Vithalsad petrell är en stor (43 cm), gråvit petrell med tydlig vit nacke. Den svarta hjässan sträcker sig under ögat. Ovansidan är grå med ett svart "M" över vingarna. Undersidan är vit, även undersidan av vingen, med smal svart bakkant, svart spets, bredare svart framkant från vingspets till knogen och ett kort och tydligare svart band mot mitten av vingen från knogen.

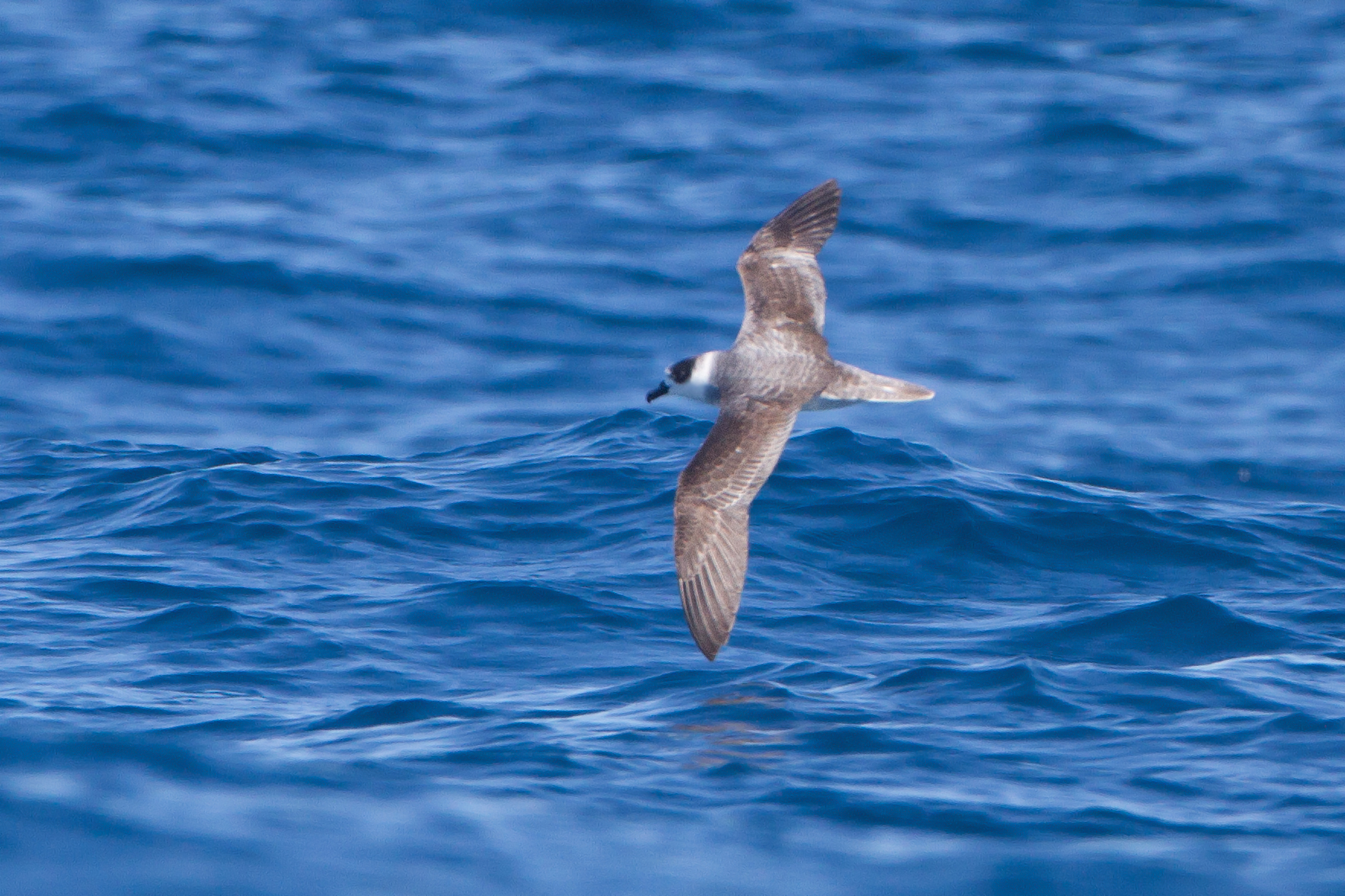
Vithalsad petrell utanför sydöstra Tasmanien.

Underarten occulta (se nedan) är mycket lik nominatformen men sägs vara något mindre, gråare på undersidan av vingen och är mörkare på yttre delen av den proportionellt längre stjärten.

## Utbredning och systematik
Vithalsad petrell delas in i två underarter. Nominatformen häckar på ön Macauley i Kermadecöarna tillhörande Nya Zeeland samt i en nyetablerad koloni på Phillip Island utanför Norfolkön. Tidigare har den även häckat på ön Raoul i Kermadecöarna. 2005 och 2006 hittades två fåglar där som möjligen sökte efter häckplats. Utanför häckningstid ses den i stora delar av subtropiska och tropiska norra Stilla havet. Den har observerats i bland annat Japan, Mexiko, Hawaiiöarna, Nya Zeeland och Thailand.
År 2001 beskrevs ytterligare en underart, occulta, som tidvis betraktats som en egen art, "vanuatupetrell". Beskrivningen baserades på sex specimen tagna 1927 utanför ön Merelava i Vanuatu och en ensam individ som hittats på land 1983 i New South Wales, Australien. Först 2009 hittades första bekräftade häckningsplatsen på ön Vanua Lava i Vanuatu, men tros också häcka på Merelava grundat på rapporter från lokalbefolkningen. 

## Levnadssätt
Vithalsad petrell är en havslevande art som endast kommer nära land i samband med häckning. Den häckar i små kolonier med högst 100 individer. Även om den förekom på skogklädda bergsryggar på ön Raoul påträffas alla kolonier på Macauley Island under gräs, säv eller ormbunkar. Till Phillip Island anländer fåglar till kolonin så tidigt som 11 november, men börjar lägga ägg först i januari. Fågeln lever huvudsakligen av bläckfisk.

## Status och hot
Med tanke på det mycket begränsade häckningsområdet kategoriserar internationella naturvårdsunionen IUCN arten som sårbar. Världspopulationen uppskattas till 100.000 vuxna individer och anses öka i antal.